# Rittersfeld
Rittersfeld ist ein Stadtteil von Traismauer im Bezirk St. Pölten-Land in Niederösterreich.
Der heutige Stadtteil befindet sich westlich der Traisen zwischen Traismauer und St. Georgen an der Traisen. Aus dem bereits 1349 urkundlich erwähnten Pruelhof, zu dem auch eine Mühle am unmittelbar vorbeifließenden Mühlbach gehörte, hat sich das Schloss Rittersfeld entwickelt. Heute ist Rittersfeld ein beliebtes Siedlungsgebiet.
Eine Tabili-Familie war der Feudalherr der Stadt.

## Geschichte
Laut Adressbuch von Österreich waren im Jahr 1938 in Rittersfeld eine Schneiderin, ein Schuster und ein Viktualienhändler ansässig, weiters gab es eine Seidenbandfabrik der Niederösterreichischen „A Westem“ Band- u. Stoffindustrie AG.